# Симфонический оркестр Каламазу
Симфонический оркестр Каламазу (англ. Kalamazoo Symphony Orchestra) — американский симфонический оркестр из города Каламазу в штате Мичиган, в XXI веке третий по величине оркестр штата.
Первый стабильный оркестровый состав возник в Каламазу в 1881 году и был составлен, в основном, из студентов Колледжа Каламазу, с участием ещё нескольких городских музыкантов. Его успешное выступление по окончании учебного года вдохновило некоторых городских музыкантов на попытки создания альтернативных коллективов. Среди тех, кто попытался в начале 1880-х гг. создать в городе собственный оркестр, были и братья Уильям и Честер Бронсоны — оба преимущественно кларнетисты, с опытом работы в военных оркестрах. На протяжении трёх десятилетий в Каламазу действовали различные короткоживущие коллективы, многими из которых руководил Честер Бронсон; наконец, в 1921 году благодаря деятельной организационной поддержке председательницы Музыкального общества Каламазу Леты Сноу (1880—1980) очередная попытка привела к долгосрочному успеху.
Первая репетиция состоялась 7 октября, часть репетиций проходила в демонстрационном зале фирмы, торговавшей автомобилями. 11 декабря прошёл первый концерт, на котором 300 певцами городского хора в сопровождении 42 музыкантов нового оркестра была исполнена «Рождественская оратория» Камиля Сен-Санса, прозвучала также увертюра к опере Жюля Массне «Федра». Неделю спустя Симфонический оркестр Каламазу выступил с первой полной программой, включавшей, в частности, Неоконченную симфонию Франца Шуберта.
Двадцатипятилетнее руководство оркестром дирижёра Хермана Фелбера привело к профессиональному росту коллектива, а возглавлявший его в 1960-е гг. Грегори Миллар расширил концертную практику оркестра, учредив концерты для детей и открыв программу «Звёздный свет» (англ. Starlight), концерты которой, с участием звёзд неакадемической музыки (таких, как Дюк Эллингтон и Макс Роуч), проходили под открытым небом, на крыше огромного крытого парковочного комплекса. С оркестром регулярно выступали в качестве солистов собственные музыканты — прежде всего, пианистка Элис Маллен (1918—2006) и скрипач, концертмейстер Волдемарс Рушевиц. Общенациональная репутация Миллара позволила оркестру получить крупный грант на дальнейшее развитие от Фонда Форда.
Значительный акцент в работе оркестра делался на образовательных проектах — так, ещё в 1950-е гг. оркестранты начали малыми группами концертировать по школам региона.

## Главные дирижёры
- Честер Бронсон (1921—1924)
- Генри Айх (1924—1926)
- Джордж Бакли (1926—1927)
- Дэвид Маттерн (1928—1934)
- Херман Фелбер (1934—1959)
- Грегори Миллар (1961—1968)
- Пьер Этю (1968—1974)
- Йосими Такеда (1974—1999)
- Рэймонд Харви (1999—2017)
- Хулиан Куэрти (с 2018 г.)